# ザ・ジェネシス
ザ・ジェネシス（The Genesis）は、イングヴェイ・マルムスティーンが2002年に発表した、アマチュア時代のデモ音源をまとめたコンピレーション・アルバム。

## 概要
発売名義は「イングヴェイ・J・マルムスティーン（Yngwie J. Malmsteen）」である。このアルバムにおさめられた録音は、イングヴェイがデビューする以前の1980年の1月ころ、当時16歳のイングヴェイによって自宅アパートの地下倉庫で行われたものである。祖母がこのアパートの管理人であったので、貸してもらうことができたのだという。
あくまでもデモ音源であるため、多くの点において完成度は高くない。楽曲の構成は練られておらず、テクニックをアピールするためか、ギタープレイの時間が長い曲が多い。また4トラックレコーダーを用いてはいるが、音質もあまり良くはない。
しかしこのアルバムで注目すべき点は、1980年という時代に、16歳という若さで、すでに現在のイングヴェイのギタースタイルが確立されていたことが確認できる点である。また、後のイングヴェイの楽曲でも聞く事が出来るリフやフレーズ等も多数収録されている。
スウェーデン時代のデモ音源自体は、このアルバムの発表以前にも海賊盤として出回っていた。ライジング・フォース名義の「Birth of the Sun」というミニアルバムなどがそれである。BURRN!誌におけるイングヴェイのインタビューによれば、この音源を流出させた犯人はマルセル・ヤコブであるという。イングヴェイは自身に許可なくアマチュア時代の音源をリリースされたことに激怒したが、市場にそうした要求があることを知り、海賊版を市場から駆逐するために公式なリリースに踏み切った。こうして「The Genesis」と名づけられたアルバムは、さらに編集を加え、デジタルリマスターが施された。

## 収録曲
| #         | タイトル                                                             | 作詞                           | 作曲・編曲                     | 時間  |
| --------- | -------------------------------------------------------------------- | ------------------------------ | ------------------------------ | ----- |
| 1.        | 「バース・オブ・ザ・サン」(Birth Of The Sun)                         | イングヴェイ・マルムスティーン | イングヴェイ・マルムスティーン | 9:22  |
| 2.        | 「プレイグ・イン・ルシファーズ・マインド」(Plague In Lucifer's Mind) | (Instrumental)                 | (Instrumental)                 | 4:27  |
| 3.        | 「ダイイング・マン」(Dying Man)                                      | イングヴェイ・マルムスティーン | イングヴェイ・マルムスティーン | 8:45  |
| 4.        | 「ブラック・マジック Op.3」(Black Magic Suite Op.3)                  | (Instrumental)                 | (Instrumental)                 | 12:51 |
| 5.        | 「マーリンの城」(Merlin's Castle)                                    | イングヴェイ・マルムスティーン | イングヴェイ・マルムスティーン | 4:52  |
| 6.        | 「ヴードゥー・ナイツ」(Voodoo Nights)                                | (Instrumental)                 | (Instrumental)                 | 8:39  |
| 7.        | 「ハロー」(Hello)                                                    | イングヴェイ・マルムスティーン | イングヴェイ・マルムスティーン | 1:49  |
| 8.        | 「ヴードゥー・チャイルド（ジャム）」(Voodoo Child (Jam))             | ジミ・ヘンドリックス           | ジミ・ヘンドリックス           | 12:15 |
| 9.        | 「シリアス・ノート」(On A Serious Note)                              | (Instrumental)                 | (Instrumental)                 | 5:54  |
| 合計時間: | 合計時間:                                                            | 合計時間:                      | 68:54                          |       |

## 楽曲解説
1. バース・オブ・ザ・サン
エクリプス収録の「Motherless Child」のギターソロを遅く弾いたものが収録。
2. プレイグ・イン・ルシファーズ・マインド（インストゥルメンタル）
同じくエクリプス収録の「Motherless Child」のイントロのリフが収録。
3. ダイイング・マン
マーチング・アウト収録の「I'll See the Light, Tonight」と同型の1弦ハーモニック・マイナー・スケール・リックが収録。
4. ブラック・マジック Op.3（インストゥルメンタル）
イントロにオデッセイの「Memories」、Aメロに「Krakatau」が収録。
5. マーリンの城
Bメロにトリロジーの「Fury」、ギターソロにオデッセイの「Rising Force」が収録。
6. ヴードゥー・ナイツ（インストゥルメンタル）
アルケミーの「Voodoo Nights」とは同名異曲。イントロにオデッセイの「Rising Force」が収録。
7. ハロー
イングヴェイのメッセージを収録。
8. ヴードゥー・チャイルド (ジャム）
ジミ・ヘンドリックスのカヴァー。1990年に録音されたジャム音源。
9. シリアス・ノート（インストゥルメンタル）
1997年に製作された未発表音源。

## 参加メンバー
上記のオリジナル音源である「Birth of the Sun」でのベースはマルセルによる演奏であるが、上記の揉め事によりマルムスティーンのベースに差し替えられている。
- イングヴェイ・マルムスティーン（ヴォーカル、ギター、ベース）
- ゼップ・ウルガド（ドラムス）